# Domingo Díaz Arosemena
Domingo Díaz Arosemena, né le 25 juin 1875 à Panama et mort le 23 août 1949 dans la même ville, est un homme politique panaméen. Il est président du Panama du 7 août 1948 au 28 juillet 1949.